# Zarodek krystalizacji
Zarodek krystalizacji (dawniej: zaródź krystalizacji) – punkt w przestrzeni, od którego zaczyna się proces krystalizacji. 
Istnieją dwa rodzaje zarodków krystalizacji:
- homofazowe (homogeniczne) – przypadkowe ośrodki w krystalizującej cieczy, od których spontanicznie zaczyna się krystalizacja. W teorii krystalizacji homofazowej przyjmuje się, że ośrodki te powstają na skutek lokalnych przypadkowych fluktuacji gęstości cieczy spowodowanych ruchami Browna lub w wyniku wymuszonego mechanicznie przepływu cieczy (np. przez mieszanie).
- heterofazowe (heterogeniczne) – centra krystalizacji na granicy ciecz–ciało stałe lub ciecz–gaz, których struktura ułatwia rozpoczęcie krystalizacji, na przykład zadrapania na powierzchni naczynia, drobne zanieczyszczenia, czy mikrodziury kawitacyjne. Heterofazowymi zarodkami krystalizacji mogą też być drobne monokryształy krystalizowanej substancji i zanieczyszczenia znajdujące się w objętości cieczy.